# Bezirksmuseum Sokolov

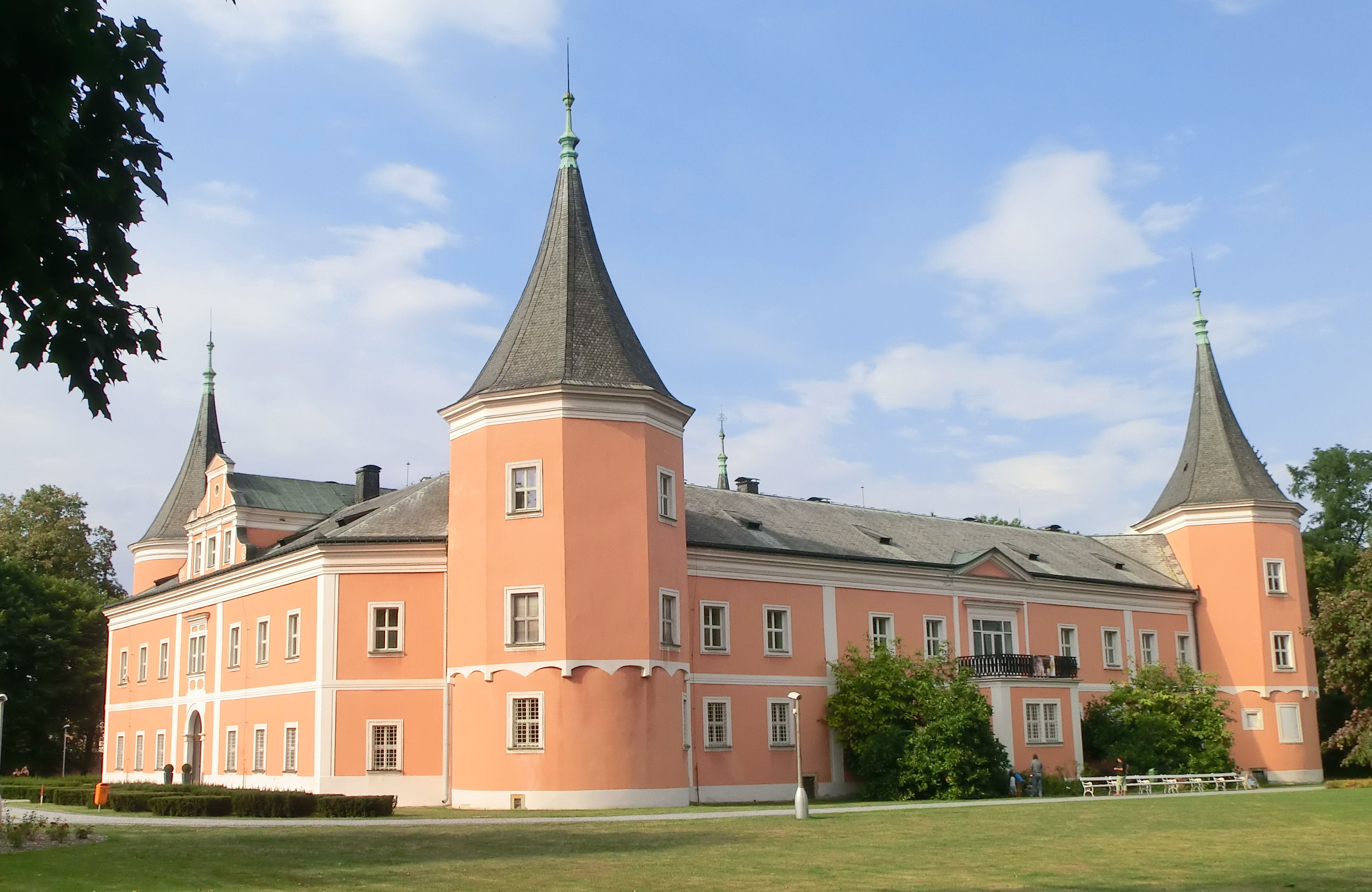
Schloss Sokolov

Das Bezirksmuseum Sokolov ist im Schloss Sokolov untergebracht. Das Schloss steht im Zentrum der Stadt Sokolov im Westen Tschechiens.
Das Bezirksmuseum enthält Exponate zur Geschichte der Region und der Stadt, beginnend mit naturkundlichen und geologischen Funden und Erläuterungen. Die Region war von jeher geprägt vom Bergbau, neben der jahrhundertealten Gewinnung von Kohle spielte in vergangenen Jahrhunderten auch der Abbau von Zinn eine wichtige Rolle. Zur Industriegeschichte zählt auch die Porzellanherstellung als wichtiger Erwerbszweig. Dargestellt wird die Geschichte der Arbeiterbewegung und die Zeit der Weltkriege. Eingegangen wird dabei auf das KZ-Außenlager Falkenau und die von Samuel Fuller gedrehten Dokumentaraufnahmen, eine Gedenktafel am Eingang des Museums erinnert an seine Teilnahme an der Befreiung des Konzentrationslagers durch amerikanische Soldaten. Andere, spätere Aufnahmen dokumentieren die Zerstörung von Dörfern und Städten der nächsten Umgebung nach der Vertreibung der deutschsprachigen Bevölkerung. Neuere Forschungen beziehen sich auf die Adelsfamilien, die vor Ort herrschten, dies sind im Kern die Notthafft, Schlik und Nostitz. Die Geschichtsforschung über die als reine Feudalherren angesehenen Familien war in der Zeit des Kommunismus kaum betrieben worden.

## Außenstellen des Bezirksmuseums zur Bergbaugeschichte
Das Museum Schloss Sokolov unterhält mehrere Bergbaumuseen in geringer bis größerer Entfernung von Sokolov:
- Schaubergwerk Grube Hieronymus (Dul Jeronym) in der Wüstung Lauterbach bei Rovna südlich von Sokolov.
- Bergbaumuseum Krásno (Hornicke Muzeum Krasno), teilweise Freilichtmuseum, in Krásno nad Teplou.
- Schaubergwerk "Stollen Nr. 1" St. Joachimsthal (Stola Cislo 1 Jachymov) der Grube Einigkeit
- Museum Horní Slavkov in Horní Slavkov